# British Tour '76
British Tour '76  es un álbum en vivo del grupo inglés de rock progresivo Renaissance, editado en el año 2006.
Este directo recoge material de mitad de los años setenta, con la formación clásica del grupo. El concierto fue grabado en la Universidad de Nottingham el 24 de enero de 1976.
Las canciones interpretadas provienen de los discos Prologue, Ashes Are Burning, Turn of the Cards y Scheherazade and Other Stories.

## Lista de canciones
1. Can You Understand (10:42)
2. Running Hard (9:38)
3. Ocean Gypsy (7:31)
4. Prologue (6:21)
5. Song Of Scheherazade (25:01)
6. Ashes Are Burning (20:14)

## Integrantes
- Annie Haslam - voz principal y coros
- Michael Dunford - guitarra acústica, guitarra eléctrica y coros
- John Tout - teclados
- Jon Camp - bajo eléctrico, voz y coros
- Terence Sullivan - batería, percusiones y coros